# Dolores (Colorado)
Dolores é uma cidade  localizada no estado americano de Colorado, no Condado de Montezuma.

## Demografia
Segundo o censo americano de 2000, a sua população era de 857 habitantes.
Em 2006, foi estimada uma população de 899, um aumento de 42 (4.9%).

## Geografia
De acordo com o United States Census Bureau tem uma área de
1,8 km², dos quais 1,8 km² cobertos por terra e 0,0 km² cobertos por água.

## Localidades na vizinhança
O diagrama seguinte representa as localidades num raio de 48 km ao redor de Dolores.